# Brand, Tirschenreuth
Brand là một đô thị ở huyện Tirschenreuth bang Bayern, Đức.